# نیو ایجپت (نیوجرسی)
نیو ایجپت (به انگلیسی: New Egypt) یک منطقهٔ مسکونی در ایالات متحده آمریکا است که در پلامستد، نیوجرسی واقع شده‌است. نیو ایجپت ۱۰٫۵۴۳ کیلومتر مربع مساحت و ۲٬۵۱۲ نفر جمعیت دارد و ۲۵ متر بالاتر از سطح دریا واقع شده‌است.